# Сунь Дань
Сун Дан (4 вересня 孙丹 Sūn dān 1986) — китайська гімнастка, олімпійська медалістка.

## Виступи на Олімпіадах
| Олімпіада  | Дисципліна | Місце |
| ---------- | ---------- | ----- |
| Пекін 2008 | групові    | 2     |